# Чёрное (озеро, Владимирская область)
Чёрное — озеро на западе Владимирской области, в двух километрах от города Покрова. Прежде называлось Ланским или Ланковским: «Озеро Ланковское в длину сажен с триста, поперёк сажен с шестьдесят и больше…» Площадь водного зеркала 0,3 км². Берега водоёма — поросшие сосновым лесом. Лежит озеро на высоте 120 метров над уровнем моря.
На востоке, возле полуострова округлой формы, из Чёрного озера вытекает река Шитка, что впадает в реку Клязьму, и на которой стоит Покров. К северу от озера отходят оросительные каналы и расположена деревня Масляные Горочки, где была маслобойня, производившая горчичное масло для баранок, поставлявшихся к царскому столу. В прежние времена теперешний полуостров был островом, на котором стояла церковь. С 1711 года указом Петра Великого «рыбные ловли» Ланковского озера отданы Свято-Введенскому островному монастырю, хотя само озеро и его берега остались во владении князей Голицыных. Впадает в озеро единственный безымянный ручей, вытекающий из соседнего озера Введенского. На юго-восточном берегу озера расположен оздоровительный лагерь.
В 1863 году озеро уже именуется Чёрным, о чём есть запись в «Списках населённых местностей Российской империи». Происхождение этого названия объясняют, по меньшей мере, двояко. Согласно преданию, во времена Смуты на острове укрылись окрестные жители, но подошедший польский отряд кого зарубил, кого утопил, а сосновый бор вкруг озера сжёг. Чёрное пепелище и определило название водоёма, равно как и острова: Чёрный остров. Согласно другой версии, вода Чёрного озера окрашена гумусовыми кислотами и оттого темна.